# Сен-Сезер (археологическая стоянка)
Сен-Сезе́р (фр. Saint-Césaire) — археологическая стоянка у одноимённой деревни, расположенной на западе Франции в департаменте Приморская Шаранта, в 12 км восточнее города Сент, на реке Коран.

## Местность
Маленький разрушенный скальный навес Рош-а-Пьеро (Roche à Pierrot) содержит от 12 до 17 слоёв глин и песков, подразделяемых на две основные группы: более древнюю «серую», содержащую орудия мустьерской эпохи, и «жёлтую», орудия в которой относятся к шательперону и ориньяку (верхний палеолит). Слои были многократно датированы термолюминисцентным методом. Для слоя 8, содержащего орудия шательперона и скелет неандертальца было получено 6 дат, средняя из которых — 36 тыс. лет назад (калиброванная дата 42 тыс. лет).

## Главная находка

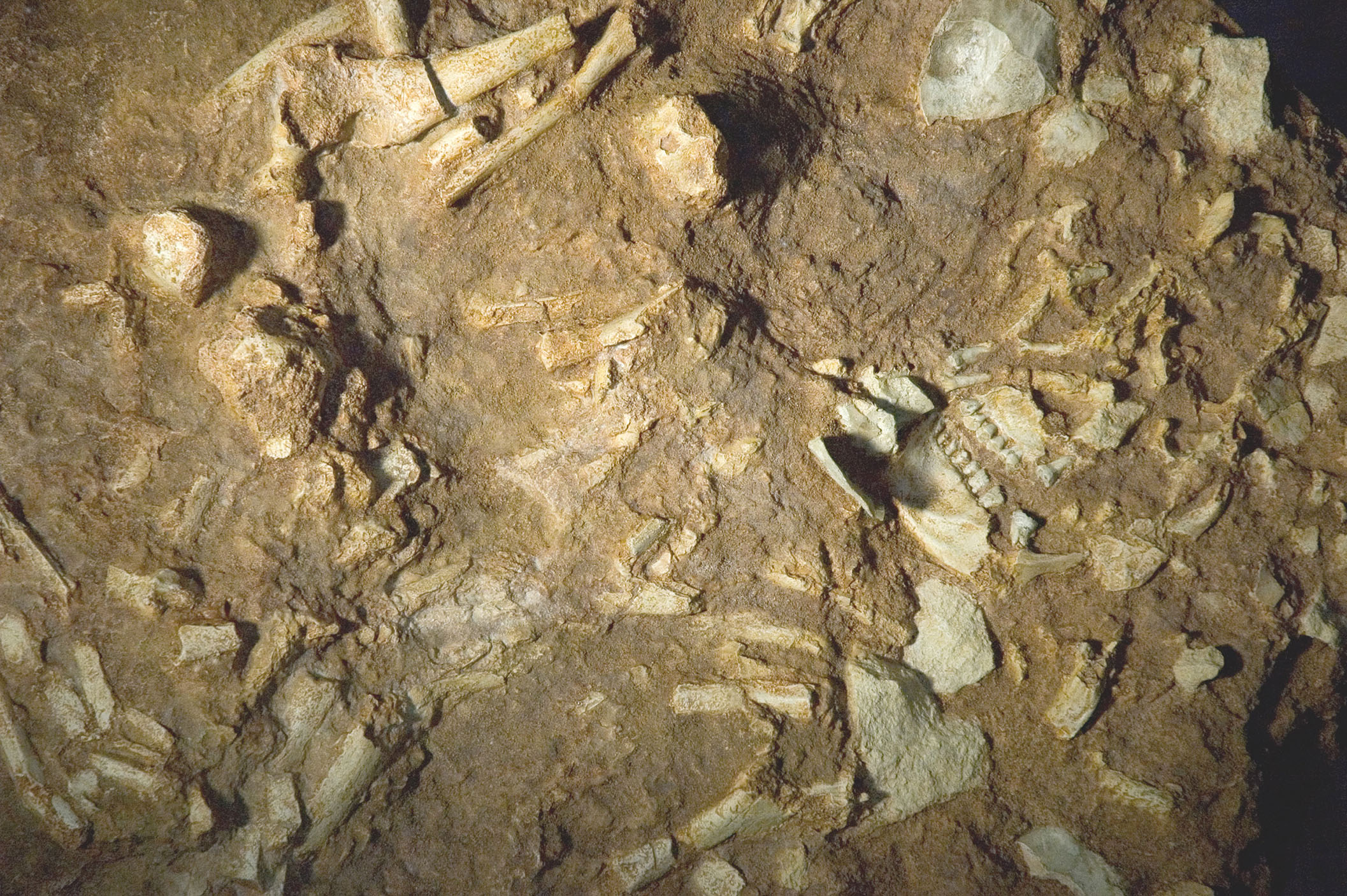
Неандерталец Сен-Сезер 1 (Пьеретте) на стоянке Сен-Сезер in situ

Скелет человека найден в июле 1979 года, плотно уложенным в маленькой мелкой ямке. В этом же слое обнаружены орудия шательперона — индустрии, обладающей переходными чертами между мустье и ориньяком. В числе прочих орудий найдены пластины, костяные орудия и просверленные зубы; таким образом, находка костей человека в Сен-Сезер явилась первой, ассоциированной с данной индустрией. Впрочем, некоторые исследователи высказали сомнения в ассоциации захоронения с шательпероном. Возможно, что захоронение не было преднамеренным, расположение костей на компактной площади объяснимо другими причинами — например, обвалом.

### Мужской скелет
Сохранность костей плохая. От черепа сохранилась только правая сторона передней части, от посткраниального скелета — фрагменты рёбер, ключицы, лопатки, плечевой, локтевой, лучевой, бедренной и больших берцовых костей. Скелет принадлежал молодому взрослому человеку. Первоначально он был определён как представитель классической группы, а позже — как пережиточный неандерталец с прогрессивными признаками.

### Череп
Череп из Сен-Сезер обладает замечательным сочетанием неандертальских и прогрессивных черт, причём первые явно преобладают. Лоб покатый, сильно уплощённый, с характерным перегибом немного выше надбровья. Надбровный валик сравнительно тонкий, округлый, не так сильно изогнутый, как у прочих неандертальцев. Толщина валика заметно уменьшена в центре и по бокам, хотя скуловой отросток всё равно довольно массивный. Нетипично для большинства неандертальцев наличие как минимум трёх надглазничных отверстий на правом надбровье. Височная кость, вероятно, имела не очень длинную чешуйчатую часть. Её рельеф несколько ослаблен, нижнечелюстная ямка не очень крупная и относительно мелкая.
Лицевой скелет имеет как неандертальские, так и сапиентные черты, причём по ним человек из Сен-Сезера уклоняется в сторону современного человека сильнее, нежели подавляющее большинство прочих палеоантропов. Практически по всем измерительным признакам человек из Сен-Сезера оказывается в самых нижних пределах изменчивости неандертальцев и верхних — современных людей.
Лицо очень высокое, хотя и ниже, чем у большинства европейских неандертальцев, но при этом удивительно узкое. При взгляде сбоку лицо почти вертикальное — ортогнатное. Комплекс так называемого «среднелицевого прогнатизма» выражен довольно слабо. Глазницы маленькие, особенно замечательна их малая высота и подпрямоугольная форма, обусловленная спрямлённостью верхнего и нижнего краёв, — форма, нетипичная для европейских неандертальцев. Межглазничное расстояние было довольно широким, но всё же значительно уже, чем у прочих палеоантропов. Нос сравнительно узкий, особенно по неандертальским меркам; ширина носовых костей, хотя и близка к современному групповому максимуму, в масштабе других архаичных гоминид может считаться вполне умеренной. Высота носа велика, но меньше, чем у подавляющего большинства европейских неандертальцев.
Скуловая кость, в отличие от неандертальцев, очень маленькая, хотя её лобный отросток массивен. На скуловой кости имеется сразу три скулолицевых отверстия. Подглазничное пространство очень высокое, уплощённое, без клыковой ямки, несколько скошенное назад. Область соединения скуловой и верхнечелюстной костей не сохранилось, однако верхнечелюстной вырезки, по видимому, не было. В отличие от всех остальных неандертальцев, человек из Сен-Сезера имел крайне короткий лобный отросток верхней челюсти. Альвеолярный отросток, напротив, высокий, практически плоский поперечно. Нёбо короткое и сравнительно узкое.
Нижняя челюсть, как и остальные части черепа имеет множество прогрессивных особенностей на фоне общей неандерталоидности. Челюсть тяжёлая, очень высокая. Симфиз почти вертикальный, слабое понижение кости под передними альвеолами создаёт впечатление наличия зачаточного подбородочного выступа, хотя никаких его сапиентных морфологических черт не обнаруживается. Симфиз широкий, поперечно почти плоский. Крупные двубрюшные ямки расположены на его нижней стороне. Подбородочное отверстие, сохранившееся с правой стороны, — двойное, несколько смещённое назад.
Восходящая ветвь нижней челюсти очень широкая; по-видимому, была заметно наклонена назад. Угол челюсти имеет типичную для палеоантропов «срезанную» форму. Суставной отросток, вероятно, не был очень высоким и мыщелок был уплощён спереди-назад. Нижнечелюстное отверстие имеет овальную, вытянутую вверх и назад форму.
В целом комплекс черт нижней челюсти человека из Сен-Сезера значительно ближе к современному человеку, чем у какой-либо находки из Европы до верхнепалеолитического времени.
Зубы человека из Сен-Сезера, особенно резцы, маленькие — меньше, чем это характерно для неандертальцев. I¹ лопатовидные, тогда как I² не имеют такой особенности. Характерны такие черты, как наличие дополнительных гребней и бугорков на С_1, Р_1 и Р_2, морщинистость эмали моляров, а также тенденция к слиянию корней на M², M³, M_2 и М_3.
Толщина тела почти не меняется от симфиза до уровня М3, тогда как высота заметно понижается. Массивность тела в целом типична для неандертальцев. Перед восходящей ветвью имеется ретромолярное пространство, хотя и не такое большое, как у многих других неандертальцев. Крайне сапиентным выглядит соотношение между мыщелковой и угловой шириной, поскольку их разница весьма невелика — в отличие от других европейских неандертальцев, у которых мыщелковая ширина практически всегда намного превосходит суставную.

### Телосложение
Посткраниальный скелет сохранился весьма фрагментарно. Лучше всего описан фрагмент бедренной кости. Его стенки, особенно медиальная, имеют огромную толщину, значительную даже в масштабах архаичных гоминид. Особенно примечательно, что, несмотря на невыраженность пилястра на задней стороне бедренной кости, передне-задний диаметр середины диафиза человека из Сен-Сезера намного больше, чем у прочих европейских неандертальцев, что сближает соответствующие биомеханические показатели с таковыми людей верхнего палеолита. В то же время биомеханические показатели поперечного сечения бедренной кости в подвертельной области и на середине диафиза у человека из Сен-Сезера такие же, как у неандертальцев.
Судя по гипертрофированной толщине стенок бедренной кости, масса тела индивида из Сен-Сезера была весьма большой, что почти наверняка предполагает гиперарктические пропорции тела и конечностей. Судя по сечению диафиза на уровне его середины, особенности ходьбы и уровень подвижности больше напоминали показатели людей верхнего палеолита.

### Травматизм
Как и на многих других костях древних людей, на черепе из Сен-Сезера имеется крупная травма. Она представляет собой проникающий разруб около 7 см длиной на правой стороне черепа, почти по средней линии. Удар был нанесён чем-то вроде мачете или меча — вероятно, кремнёвым орудием на деревянной рукояти. Судя по направлению раны, ударявший держал орудие в правой руке. Рана имеет следы заживления в течение нескольких месяцев. Данная травма свидетельствует о двух вещах: во-первых, уровень агрессии в группах неандертальцев мог достигать значительного накала, а во-вторых, взаимопомощь тоже была хорошо развита, поскольку за пациентом со столь серьёзной травмой необходим хороший уход.

### Житель приледникового климата
Кроме того, надбровье человека из Сен-Сезера несёт множество следов прохождения кровеносных сосудов. По всей вероятности, это — следствие длительного воздействия холодного воздуха, что неудивительно в условиях приледникового климата.